# Miño de Medinaceli
Miño de Medinaceli – gmina w Hiszpanii, w prowincji Soria, w Kastylii i León, o powierzchni 56,25 km². W 2011 roku gmina liczyła 81 mieszkańców.